# Štít (heraldika)
Heraldický štít je základem a nejdůležitější součástí erbu. Jedná se o jeho jedinou povinnou součást. 

## Orientace
Štít bývá orientován na výšku (podle svislé osy), nebo mírně šikmo (což je většinou odůvodňováno jako správné, neboť to odpovídá poloze nošení štítů rytíři). Jindy jde o vzájemné uklonění dvou štítů, zpravidla aliančních znaků dvou šlechtických rodů, ve významu vzájemné zdvořilosti.
Dělený štít může být půlený (vodorovně)  nebo polcený (svisle).
Na štítě je zpodoben znak, může být vymalován, vytepán, vykládán z různobarevných komponent, vytesán či vyryt.

## Tvary štítu
Tvar štítu se neblasonuje (s výjimkou popisu konkrétního artefaktu), jeho provedení je tedy do určité míry závislé na kreslíři. Ten však musí respektovat určitá pravidla, především umělecký sloh a v některých případech též provenienci. V některých západních zemích (dnešní Belgie a severní Francie) byly pro ženské znaky vyhrazeny odlišné tvary štítů, aby se zdůraznila skutečnost, že se neúčastnily bojů – jednalo se o štít routový a oválný. V českých zemích se pro znaky žen a duchovních (biskupů, opatů) v určitých obdobích užívaly štíty špičatě oválné (mandlové).
- Tvary štítů určené slohy
  - gotický štít
  - renesanční štít
  - barokní štít
  - empírový štít

1. trojhranný (gotický) 2. francouzský (nový) 3. oválný 4. routový 5. čtvercový 6. italský 7. švýcarský (empírový) 8. anglický 9. kolčí 10. renesanční 11. pozdněgotický (španělský)

- Tvary štítů určené místem výskytu:
  - francouzský
  - italský
  - normanský
  - anglický
  - španělský
- Tvary štítů obecné:
  - kartuše
  - kolčí (od slova „kolba“)
  - kruhový
  - oválný
  - špičatě oválný (mandlovitý)
  - routový

## Barvy štítu
Tinktura v heraldice je soubor přípustných barev použitých na erbu. Dělí se na tři skupiny: kovy, barvy a kožešiny. Někdy se sem řadí i damaskování, které se ale obvykle používá pouze u nebarevných provedení erbů a v blasonu se neuvádí. Platí pravidlo, že by neměla přijít barva na barvu nebo kov na kov, aby se udržela kontrastnost erbu. Z tohoto pravidla existuje ale poměrně hodně výjimek.

## Figury
Veškerá znamení, která klademe na štít (symboly, postavy či předměty kreslené do štítu) nazýváme figury. Ty se dělí na dvě základní skupiny: heroldské figury a obecné figury. 

### Heroldské figury
Heroldské figury dělí štít pomocí čar na několik segmentů různého geometrického tvaru. Heroldské figury jsou vývojově starší než figury obecné, jsou typické pro starověk a raný středověk v Evropě do 12. století. K základním figurám tohoto typu patří polcení, dělení, dělení pošikem, dělení pokosem, čtvrcení a čtvrcení pokosem.

### Obecné figury
Obecné figury jsou heraldická znamení negeometrického tvaru, která se kladou do štítu. Jde o různé postavy, zvířata, rostliny, věci umisťované do štítu. Mají plochu či jednotlivá pole štítu vyplňovat, ale nemají se dotýkat jeho okrajů. 
Všechny obecné figury musí být zjednodušené a značně stylizované. Obecné figury se dělí na:
- figury přirozené
  - životné (člověk, zvířata, rostliny)
  - neživotné (pozemské a nadpozemské)
- figury nadpřirozené (Bůh, světci, mytologické figury, nestvůry,..)
- figury umělé (zbraně, zbroj, pracovní nátroje, výrobky, nářadí, nástroje, stavby,...)
  - U znaků udělovaných v současnosti například: ozubené kolo nebo vrtule (převážně v Norsku), v Česku například továrna, kterou má od roku 1925 ve znaku město Pečky, nebo chladicí věž, kterou má od roku 1909 ve znaku městys Hrušov.